# Yannis Letard
Yannis Letard (Saint-Herblain, 18 agosto 1998) è un calciatore francese, difensore dell'USSA Vertou.

## Caratteristiche tecniche
È un difensore centrale.

## Carriera
Cresciuto nei settori giovanili di Rennes e Guingamp, nel 2018 è passato all'Aalen nella terza divisione tedesca, facendo il suo esordio fra i professionisti in occasione dell'incontro perso 2-1 contro il Wehen Wiesbaden. Il 4 luglio 2019 è stato acquistato dal San Gallo.

## Statistiche
Statistiche aggiornate al 29 febbraio 2020.

### Presenze e reti nei club
| Stagione        | Squadra         | Campionato      | Campionato | Campionato | Coppe nazionali | Coppe nazionali | Coppe nazionali | Coppe continentali | Coppe continentali | Coppe continentali | Altre coppe | Altre coppe | Altre coppe | Totale | Totale | Totale |
| Stagione        | Squadra         | Comp            | Pres       | Reti       | Comp            | Pres            | Reti            | Comp               | Pres               | Reti               | Comp        | Pres        | Reti        | Pres   | Reti   |        |
| --------------- | --------------- | --------------- | ---------- | ---------- | --------------- | --------------- | --------------- | ------------------ | ------------------ | ------------------ | ----------- | ----------- | ----------- | ------ | ------ | ------ |
| 2016-2017       | Guingamp 2      | CFA2            | 6          | 1          |                 | -               | -               |                    | -                  | -                  |             | -           | -           | 6      | 1      |        |
| 2017-2018       | Guingamp 2      | N3              | 17         | 0          |                 | -               | -               |                    | -                  | -                  |             | -           | -           | 17     | 0      |        |
| 2018-2019       | Aalen           | 3L              | 8          | 0          | CG              | 0               | 0               |                    | -                  | -                  |             | -           | -           | 8      | 0      |        |
| 2019-2020       | San Gallo       | ASL             | 21         | 1          | CS              | 0               | 0               |                    | -                  | -                  |             | -           | -           | 21     | 1      |        |
| Totale carriera | Totale carriera | Totale carriera | 52         | 2          |                 | 0               | 0               |                    | -                  | -                  |             | -           | -           | 52     | 2      |        |